# Чайковский, Борис Витальевич
Бори́с Вита́льевич Чайко́вский (17 сентября 1888, Радомская губерния, Царство Польское, Российская империя — 5 ноября 1924, Москва, СССР) — русский и советский кинорежиссёр, сценарист, издатель, педагог.

## Биография
Родился в 1888 году на территории современной Польши. Учился во 2-й Киевской и в 6-й Московской гимназиях. В 1909 году начал работать как режиссёр и сценарист кинофирм Дранкова, Ханжонкова, Талдыкина и других студий. До 1918 года поставил около 50 фильмов. В своей книге «50 лет в кино» Лев Кулешов описывает его как симпатичного, но расчётливого человека без большого таланта. По его воспоминаниям, Чайковский пользовался особым доверием жены Ханжонкова, Антонины Николаевны, заправлявшей всеми делами кинофабрики.
В 1918 году основал киностудию «Творчество». В 1918 году был редактором-издателем частной газеты «Кино-газета». В 1918—1920 годах ставил агитфильмы для Кинокомитета. Был одним из основателей Союза деятелей художественной кинематографии, принимал участие в организации Всерабиса. С 1923 года работал в «Севзапкино».
Автор многочисленных публикаций в периодической печати. Издал книгу «Кино-натурщики и кино-актёры».
Умер 5 ноября 1924 года. Похоронен в Москве на Ваганьковском кладбище (участок № 12).

## Киношкола
В 1918 году Борис Чайковский учредил школу-студию киноактёров, после его смерти киностудия «Творчество» была объединена с киномастерской «Элкима» и переименована в Кинокурсы им. Б. В. Чайковского. В дальнейшем частные курсы были реорганизованы в государственное учебное заведение — Госкинокурсы им. Б. В. Чайковского.
Известные выпускники:
- Павел Арманд
- Григорий Гричер-Чериковер
- Ефим Дзиган
- Борис Долин
- Николай Кутузов
- Александр Роу

## Фильмография
| Год  | Название фильма                         | Метраж      | Примечания |
| ---- | --------------------------------------- | ----------- | --- |
| 1911 | Живой труп                              | 600 метров  | Первая экранизация одноимённой пьесы Льва Толстого.                                                                                      |
| 1911 | Лихач Кудрявич                          | 675 метров  | По стихотворению Некрасова (или А.В. Кольцова?) «Песнь Лихача Кудрявича» (см. Викитеку).                                                 |
| 1912 | Верочка хочет замуж                     | 200 метров  | Комедия. |
| 1912 | Камаринский мужик, или Касьян-именинник | 240 метров  | |
| 1912 | Капризы любви                           | 397 метров  | Драма о том, как деревенский кузнец дошёл в своей любви к барыне до преступления.                                                        |
| 1912 | Объятия земли                           | 500 метров  | Исторический. |
| 1912 | Палата № 6                              |             | Экранизация одноимённой повести А.П.Чехова.                                                                                              |
| 1912 | Предводитель золотой роты               | 580 метров  | Комедия из жизни подонков общества. |
| 1912 | Современный жених                       | 260 метров  | Грубая и бессодержательная комедия. |
| 1913 | Во власти злой силы                     | 1300 метров | Авантюрно-приключенческая драма из цирковой жизни.                                                                                       |
| 1913 | Дачный роман дяди Пуда                  | 350 метров  | Комедия. |
| 1913 | Женщина, которая улыбалась              | 1200 метров | Бульварно-приключенческий фильм из жизни «полусвета».                                                                                    |
| 1913 | Степной богатырь                        | 690 метров  | Экранизация одноимённого романа Н.Г.Салова.                                                                                              |
| 1914 | В кровавом зареве войны                 |             | Военно-патриотический фильм, демонстрировался с огромным успехом.                                                                        |
| 1914 | Гусары смерти                           |             | Военно-патриотический фильм. |
| 1914 | Деньги, или люди гибнут за металл       |             | Бульварно-сенсационный фильм. |
| 1914 | За честь, славу и счастье славянства    |             | Военно-патриотический фильм. |
| 1914 | Под ударами судьбы                      |             | Драма. Фильм интересен первой попыткой создания косвенных титров - замена надписей съёмкой соответствующих страниц романа.               |
| 1916 | Амур сосватал                           |             | Пустая комедия из дачной жизни. |
| 1916 | Бескровная дуэль                        | 1421 метр   | Лирическая пьеса. Попытка избежать кинематографических шаблонов.                                                                         |
| 1916 | В огнях шантана                         |             | Бытовая мелодрама с банальным сюжетом.                                                                                                   |
| 1916 | Голгофа                                 |             | Экранизация одноимённого романа О.Мирбо.                                                                                                 |
| 1916 | Дикая сила                              | 992 метра   | Драма девушки, сделавшейся жертвой насилия и побоявшейся сказать правду близкому человеку.                                               |
| 1916 | Золотая туфелька                        |             | Кинопоэма. |
| 1916 | Игра в любовь                           |             | Трагикомическая история с неожиданным кровавым финалом.                                                                                  |
| 1916 | Из-за корсета                           |             | Комедия. |
| 1916 | Легенда чёрных скал                     |             | Наивная лирическая драма о любви «детей природы».                                                                                        |
| 1916 | Марионетки рока                         |             | Любовная драма с банальным сюжетом. |
| 1916 | Напрасная красота                       |             | Психологическая драма о ревности по роману Ги де Мопассана.                                                                              |
| 1916 | О, как убийственно мы любим             |             | Драма. |
| 1916 | Пора любви                              |             | Любовная драма по сюжету одноимённого романа Жерара Д'Увиль.                                                                             |
| 1916 | Пьер и Жан                              |             | Экранизация романа Г.Мопассана. |
| 1916 | Роман балерины                          | 1382 метра  | Драма из жизни балетной школы. |
| 1916 | Семейный треугольник                    |             | Комедия-фарс из дачной жизни, возможно, является подражанием фильмам раннего Ч.Чаплина.                                                  |
| 1916 | Спасение ближнего                       | 854 метра   | Трагикомедия. Посредственная постановка «в театральном стиле».                                                                           |
| 1916 | Судьба горничной                        |             | Комедия. |
| 1916 | Сын мой, где ты?                        | 1325 метров | Детективная драма. |
| 1916 | У голубого озера                        |             | Кинопьеса по роману У.Локка. |
| 1916 | Чёртово колесо                          | 2000 метров | Психологическая драма с острым драматическим сюжетом и интересной актёрской игрой.                                                       |
| 1917 | Негодяй                                 |             | Драма. |
| 1917 | Отравленная совесть                     |             | Уголовно-психологическая пьеса-«двигопись» А.В.Амфитеатрова. Интересная актёрская работа.                                                |
| 1917 | Побеждённая                             |             | Драма. |
| 1917 | Правда женщины                          |             | Любовная драма на сюжет романа Ж.Онэ «Долг мести».                                                                                       |
| 1917 | Тайна южной ночи                        |             | Кинопоэма. Любовная психологическая драма с банальным сюжетом.                                                                           |
| 1917 | Усни, беспокойное сердце!               |             | Посредственная психологическая драма. |
| 1918 | Декорация счастья                       |             | Кинопоэма. |
| 1918 | Заёмная жена                            |             | Остроумная комедия. |
| 1918 | Мимо счастья                            |             | Драма. |
| 1918 | Мисс Мэри                               |             | Экранизация романа К.Фаррера «Человек, который убил».                                                                                    |
| 1918 | Поэт и падшая душа                      |             | Сентиментальная драма любви писателя к проститутке.                                                                                      |
| 1918 | Слякоть бульварная                      |             | Кинопьеса\мелодрама. |
| 1918 | Тереза Ракен                            |             | По одноимённому роману Эмиля Золя. |
| 1918 | Тимбутс — гроза Парижа                  |             | Детективная драма. |
| 1919 | Беглец                                  | 413 метров  | Агитфильм. |
| 1919 | Любовь всегда побеждает                 |             | Экранизация театральной комедии. |
| 1919 | Настоящая женщина                       |             | Драма по роману Т.Харди. |
| 1920 | На мужицкой земле                       |             | О борьбе украинских крестьян и Красной Армии против белополяков.                                                                         |
| 1920 | Так быть не должно                      |             | Агитфильм. |
| 1921 | Всё в наших руках                       | 875 метров  | Призыв усилить помощь голодающим Поволжья.                                                                                               |
| 1923 | Дипломатическая тайна                   | 1800 метров | По роману Льва Никулина «Никаких случайностей».                                                                                          |
| 1924 | Часовня св. Иоанна                      | 2030 метров | По мотивам драмы Германа Гейерманса «Гибель „Надежды“» и романа Виктора Гюго «Труженики моря».                                           |
| 1924 | Похождения Октябрины                    | 980 метров  | Первый короткометражный фильм Козинцева и Трауберга по собственному сценарию.                                                            |
| 1925 | В тылу у белых                          | 2200 метров | О героической борьбе большевиков в тылу у белых.                                                                                         |
| 1925 | На жизнь и на смерть                    | 2500 метров | О росте классового самосознания рабочего. Чайковский умер в начале съёмок, фильм был завершён Петровым-Бытовым.                          |
| 1926 | Северное сияние                         | 2000 метров | Жизнь политических ссыльных и русских золотоискателей на севере в 1915-1922 гг.; сценарий в соавторстве с Григорием Гричером-Чериковером |